# فابيو خاراميو
فابيو خاراميو (بالإسبانية: Fabio Jaramillo)‏ هو دراج كولومبي، ولد في 19 أبريل 1967.

## وصلات خارجية
- فابيو خاراميو على موقع أرشيف الدراجات (الإنجليزية)
- فابيو خاراميو على موقع إحصائيات الدراجات الإحترافية (الإنجليزية)